# Istrione
Il termine istrione di origine etrusca (dal latino histrio-nem, dall'etrusco híster o ister) indica il mimo e ballerino della Roma antica. Hister Tusco verbo ludio vocabatur, come scrive Tito Livio confermandone l'origine etrusca, secondo Paolo Festo il termine etrusco deriverebbe da Histria, regione confinante con l'Illiria, da cui si dice venissero i primi commedianti: ex Histria venerint. Anche Plutarco connette l'origine del termine con l'Etruria, ma fa risalire il nome all'etrusco Istro, che sarebbe diventato il più noto tra gli attori.
In origine venivano chiamati istrioni gli attori etruschi giunti a Roma che, non parlando il latino, si limitavano a rappresentare spettacoli di pantomima, danza, e musica; in seguito furono così chiamati dai romani tutti gli attori, dalla tragedia alla commedia. Svetonio racconta che l'imperatore romano Augusto, riguardo agli istrioni, limitò al periodo dei ludi e al teatro il potere coercitivo dei magistrati, che in precedenza una legge aveva esteso ovunque e a qualsiasi periodo. Represse alcuni disordini degli istrioni e quando venne a sapere che un certo Stefanio, autore di commedie togate, si faceva servire a tavola da una donna con i capelli tagliati alla maschietto, lo bandì e lo fece battere con le verghe in tre teatri.”